# Berrias-et-Casteljau
Berrias-et-Casteljau är en kommun i departementet Ardèche i regionen Auvergne-Rhône-Alpes i sydöstra Frankrike. Kommunen ligger  i kantonen Les Vans som ligger i arrondissementet Largentière. År 2022 hade Berrias-et-Casteljau 779 invånare.

## Befolkningsutveckling
Antalet invånare i kommunen Berrias-et-Casteljau
Referens: INSEE